# 가시와자키촌 (오카야마현)
가시와자키촌(柏崎村)은 오카야마현 아사쿠치군에 설치되었던 촌이다. 현재의 구라시키시에 해당한다.